# Sławka Mała
Sławka Mała (deutsch Klein Schläfken) ist ein Dorf in der polnischen Woiwodschaft Ermland-Masuren. Es gehört zur Gmina Kozłowo (Landgemeinde Groß Koslau, 1938 bis 1945 Großkosel) im Powiat Nidzicki (Kreis Neidenburg).

## Geographische Lage
Sławka Mała liegt am Südufer des einstigen Schläfken-Fließ im Südwesten der Woiwodschaft Ermland-Masuren, neun Kilometer westlich der Kreisstadt Nidzica (deutsch Neidenburg).

## Geschichte
Das bis vor 1785 Klein Schlaffky genannte Dorf wurde 1356 gegründet. 1874 kamen der Gutsbezirk und die Landgemeinde Klein Schläfken zum Amtsbezirk Groß Schläfken (polnisch Sławka Wielka) im ostpreußischen Kreis Neidenburg 1910 waren 363 Einwohner in Klein Schläfken registriert. Von ihnen gehörten 92 zum Gutsbezirk und 271 zur Landgemeinde. Im Jahre 1929 wurde der Gutsbezirk Klein Schläfken in die Landgemeinde Klein Schläfken eingegliedert. Die Einwohnerzahl belief sich 1933 auf 404 und 1939 auf 388.
Im Jahre 1945 kam in Kriegsfolge das gesamte südliche Ostpreußen zu Polen. Klein Schläfken erhielt die polnische Namensform „Sławka Mała“ und ist heute mit dem Sitz eines Schulzenamts eine Ortschaft im Verbund der Gmina Kozłowo (Landgemeinde Groß Koslau, 1938 bis 1945 Großkosel) im Powiat Nidzicki (Kreis Neidenburg), bis 1998 der Woiwodschaft Olsztyn, seither der Woiwodschaft Ermland-Masuren zugehörig. Im Jahre 2011 zählte Sławka Mała 77 Einwohner.

## Kirche
Bis 1945 war Klein Schläfken in die evangelische Kirche Groß Schläfken in der Kirchenprovinz Ostpreußen der Kirche der Altpreußischen Union, außerdem in die römisch-katholische Kirche Neidenburg im Bistum Ermland eingepfarrt.
Heute gehört Sławka Mała zur katholischen Kirche Sławka Wielka im Erzbistum Ermland, evangelischerseits zur Pfarrei Nidzica in der Diözese Masuren der Evangelisch-Augsburgischen Kirche in Polen.

## Verkehr
Sławka Mała liegt südlich der verkehrsreichen Woiwodschaftsstraße 538, die die Woiwodschaft Kujawien-Pommern mit der Woiwodschaft Ermland-Masuren verbindet und ist über die Abzweige Wierzbowo (Wiesenfeld) und Łysakowo (Lissaken/Talhöfen) zu erreichen. Eine Anbindung an den Bahnverkehr besteht nicht.

## Persönlichkeit
- Robert Budzinski (* 5. April 1874 in Klein Schläfken), deutscher Maler, Graphiker und Autor († 1955)